# Secretaría de Inteligencia de Estado (1946-2015)
La Secretaría de Inteligencia de Estado (SIDE) fue el mayor servicio de inteligencia de la República Argentina entre 1946 y 2015, luego fue reemplazada por la Agencia Federal de Inteligencia ese año. y posteriormente reconstituida en 2024. También dirigió el Sistema de Inteligencia Nacional.
Estaba dirigida por el secretario de Inteligencia, quien era un miembro especial del Gabinete de Ministros de la Presidencia de la Nación Argentina, al cual la organización estaba subordinada. Se manejaba por leyes y decretos de carácter constitucional secreto hasta 2001, cuando se creó la nueva Ley de Inteligencia Nacional n.º 25520, la cual es pública.
La Secretaría de Inteligencia tenía a su cargo el trabajo de producir un «ciclo de inteligencia» completo para el Gobierno, y era considerada un cuerpo técnico con la capacidad de recolectar y producir inteligencia ―tanto en el ámbito interno como en el exterior―. Tenía también como trabajo contribuir a la formación de una estrategia de inteligencia nacional que permita llevar los asuntos del Estado. A tal efecto, la secretaría tenía delegaciones en la ciudad de Buenos Aires, en el interior del país y en el exterior.
En febrero de 2015 el Congreso Nacional aprobó un proyecto de ley para disolver el organismo y crear, en su lugar, la Agencia Federal de Inteligencia.

## Historia

### Origen

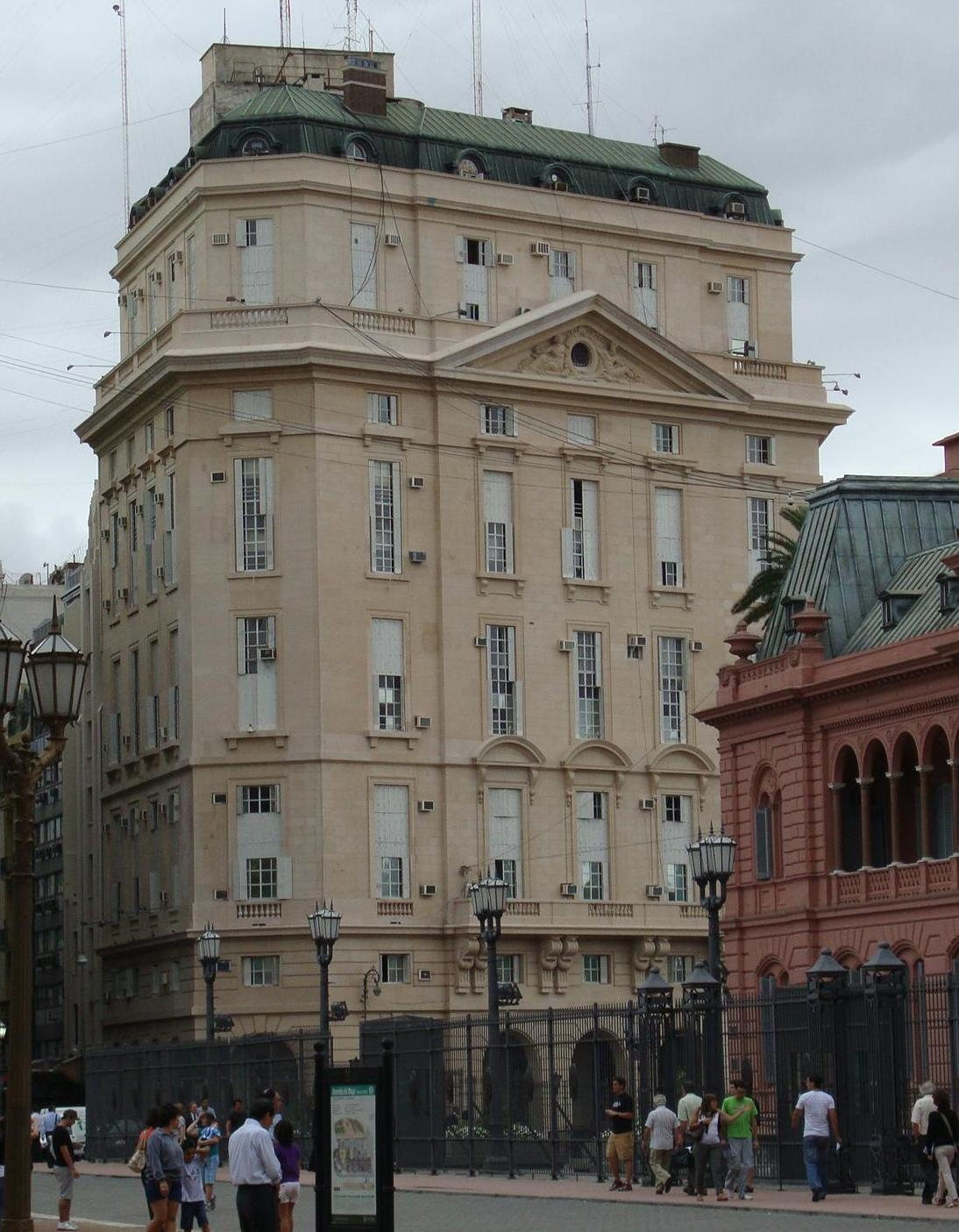
Edificio Martínez de Hoz, sede de la Secretaría de Inteligencia

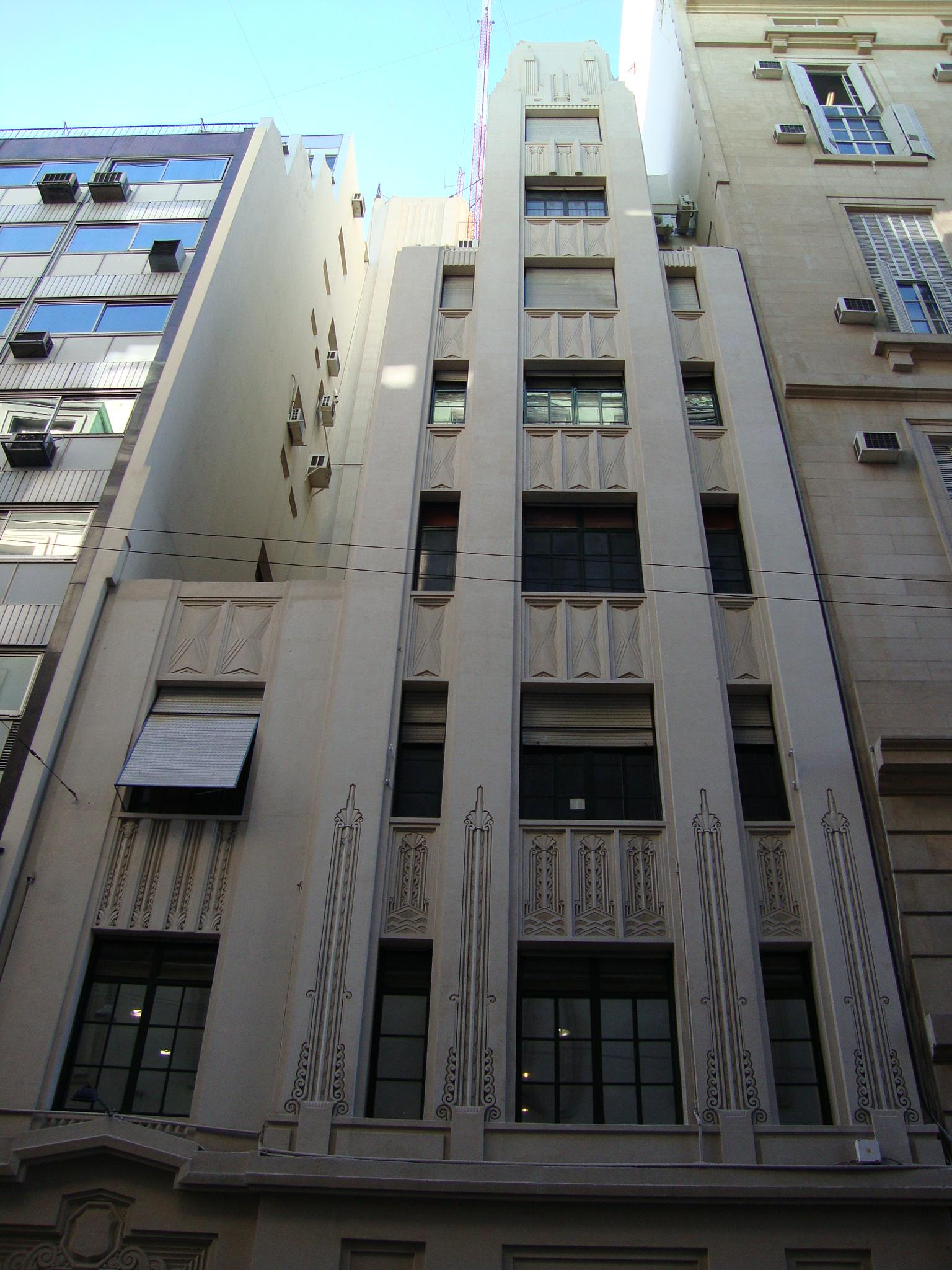
Edificio anexo de la Secretaría de Inteligencia (en la calle 25 de Mayo 33)

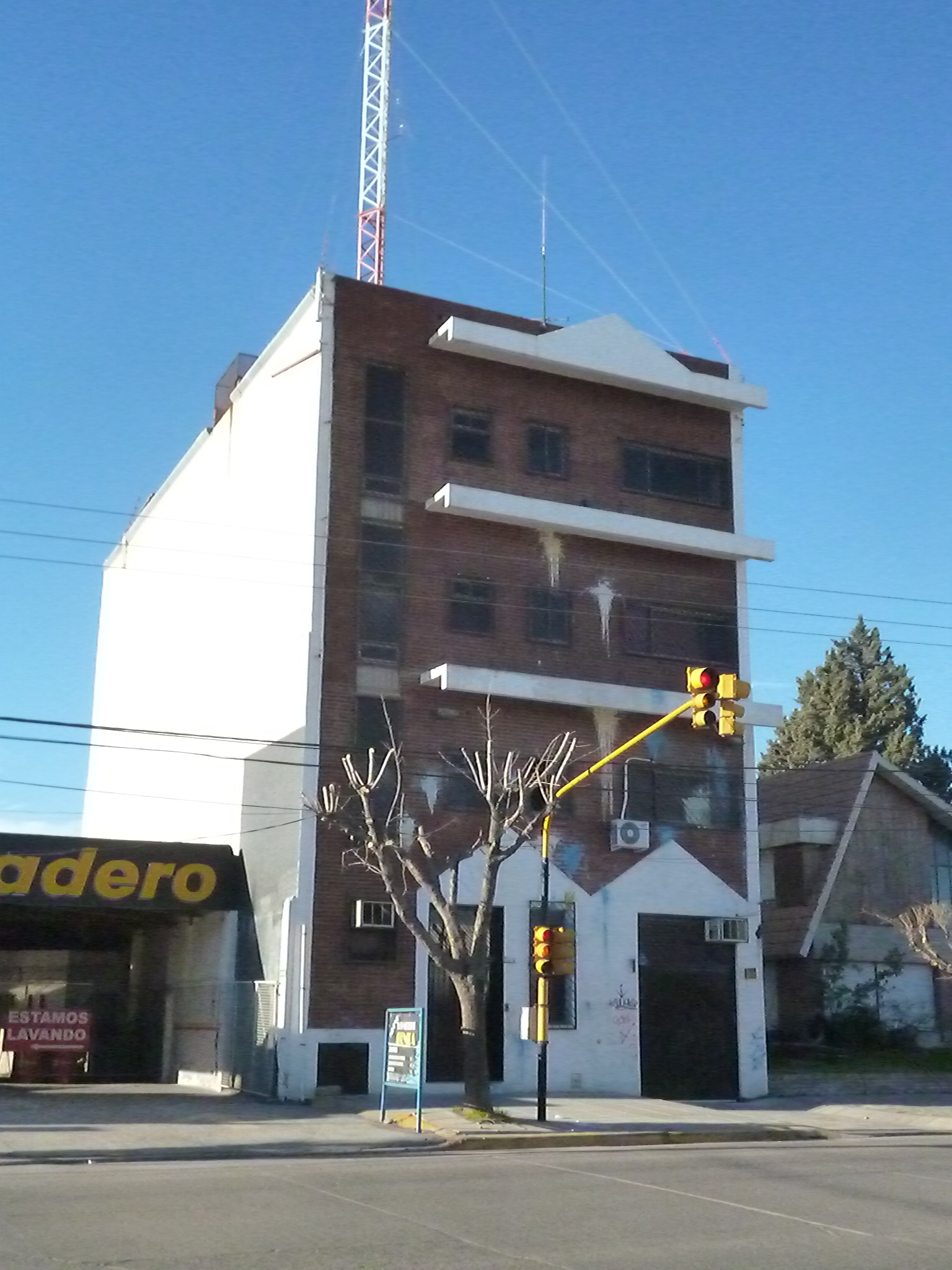
Edificio de la Secretaría en Trelew, provincia del Chubut. Las oficinas fueron atacadas con pintura en marzo de 2007 por parte de organizaciones de izquierda, de Derechos Humanos y sindicatos.

La Secretaría de Inteligencia fue creada en 1946, durante la primera presidencia de Juan Domingo Perón por el Decreto Ejecutivo 0337/46 bajo la denominación «Coordinación de Informaciones de Estado» (CIDE).
Su misión era básicamente actuar en la forma de una agencia nacional de inteligencia, administrada por personal civil, y que concentrara asuntos referidos a operaciones de inteligencia tanto a nivel doméstico como extranjero, para suplir de información al Gobierno Nacional. Antes de la creación de la CIDE peronista, las tareas de inteligencia estaban concentradas por personal militar, que se desempeñaba o bien en el Servicio de Inteligencia del Ejército (SIE), o bien en el Servicio de Inteligencia Naval (SIN) y más tarde en el Servicio de Inteligencia de Aeronáutica (SIA).

### Década del '50
Tras el golpe de Estado de septiembre de 1955 se inició un proceso de militarización de los organismos de seguridad y de información e inteligencia del Estado por medio del cuales las Fuerzas Armadas, en forma institucional, fueron controlando y ocupando estos organismos.
En enero de 1956, durante la dictadura de Pedro Eugenio Aramburu tras una reestructuración que incluyó la purga de varios funcionarios de la secretaria, la CIDE se orientó de lleno al cumplimiento de la consigna de “desperonizar”, convirtiendo a la resistencia peronista en el principal blanco de persecución y espionaje de la agencia. En 1955, Pedro Aramburu y la Revolución Libertadora cambiaron su nombre por el de Secretaría de Informaciones del Estado (SIDE) y dispuso que sus gastos pasaran a ser secretos. Peronistas y comunistas pasaron a ser los objetivos de la SIDE, con la lógica de convertir en blancos de la inteligencia civil a los rivales.
En 1956 a través del decreto 776/1956, la SIDE pasó a alternar sus actividades con el espionaje amparada en la potestad para realizar operaciones encubiertas y manejar fondos reservados. La conducción del organismo fue asumida por el general Juan Constantino Quaranta, un ferviente antiperonista, su nombre cobró notoria publicidad al ser señalado como instigador del asesinato del abogado Marcos Satanowsky, cometido el 13 de junio de 1957 por miembros de la SIDE a pedido del presidente de facto Pedro Eugenio Aramburu.
En junio de 1956, un grupo de la SIDE ingresó por la fuerza en la residencia del embajador haitiano en Vicente López, con el objeto de apresar al general Raúl Tanco y a otros siete activistas asilados en el lugar. Gracias a la intervención de la esposa del embajador, que se interpuso entre los asilados y los hombres de Quaranta, que se disponían a fusilarlos en plena calle, el gobierno finalmente debió dar marcha atrás.
Tras la caída de la dictadura de Aramburu, la SIDE se convirtió en un foco de condicionamiento para Frondizi, sin embargo este la utilizó para elaborar partes diarios sobre la situación política, gremial y estudiantil, durante el Plan Conintes, durante su presidencia se reorientaron los lineamientos de la Secretaría de Informaciones del Estado hacia la Doctrina de Seguridad Nacional.

### Accionar de la SIDE en la última dictadura militar
Durante la dictadura militar la Secretaría de Inteligencia del Estado (SIDE) siguió cumpliendo tareas de inteligencia interna como hasta entonces, pero ahora bajo la dirección del ejército, y actuando según las resoluciones emanadas del Consejo de Defensa, encuadradas en la metodología de exterminio puesta en marcha. 
Los servicios de inteligencia de las distintas fuerzas, con la coordinación de la SIDE, fueron la columna vertebral del diagrama represivo. Estos organismos estaban encargados de recopilar la información de todas las estructuras que había que “atacar” y personas que había que “desaparecer”. 
Pero no se agotaron en esto ni mucho menos las actividades de la SIDE, que no sólo realizaba tareas de inteligencia al servicio de un plan de exterminio, sino que participaba también de manera directa en su ejecución, funcionando como jefatura del Grupo de Tareas 5 (GT5), formado por agentes del organismo, que estuvo involucrado directamente en el secuestro y desaparición forzada de personas. 
Personal de la SIDE se turnaba además con los de las demás fuerzas que intervenían en el esquema represivo, para custodiar a los prisioneros en los centros clandestinos de detención (CCD).
La SIDE represiva empezó antes, en 1973, como todo el aparato represivo del Estado, a través de patotas.[cita requerida] La cabecera era la base Billinghurst, donde se instaló el grupo más sanguinario. Ellos secuestraban a personas que eran requeridas por el poder y los torturaban. También la SIDE alquiló y puso personal en la base Automotores Orletti, donde se torturó y se hizo desaparecer personas. La SIDE podría estar ligada al Plan Cóndor. 
Desde los CCD las listas de detenidos se elevaban al Comando de Ejército o Jefatura de zona o sub-zona intervinientes, como asimismo al área operacional de la cual se dependía. Era una lista nominal del ingreso de detenidos, conteniendo sus datos personales y letra y número que les fueran asignados en su calidad de detenidos en dicho centro. Cabe señalar que los informes de interrogatorio adelantados o metódicos eran elevados vía estafeta bajo la denominación de “Perteneciente a”: letra y número del detenido, sin contener absolutamente ningún dato de identidad del mismo y en papel sin membrete, de manera tal que en caso de extravío no pudiera relacionarse en absoluto con ninguna persona desaparecida. Solamente los Comandos Operacionales -las Jefaturas- conocían de qué personas se trataba en virtud de la Lista de Detenidos.
También se confeccionaba un parte conteniendo toda novedad referente a ingresos, egresos y traslados, con la expresa mención de la autoridad interviniente; Orden de libertad; Orden de traslado; Orden de puesta a disposición del Poder Ejecutivo Nacional; Orden de disposición final. 
La Ficha Final de Antecedentes: era obligación para el que llevaba el caso, y era girada, previa verificación de la Jefatura del Grupo de Tareas, a los archivos de las dependencias de Inteligencia, Registro de Archivos, etc., según la metodología de cada servicio. 
No hace falta aclarar que si bien se levantaron muchos centros clandestinos de detención, por presión de los organismos internacionales, siguió habiendo detenidos desaparecidos en cautiverio hasta la finalización de la dictadura y todas estas tareas se siguieron cumpliendo

### Años 1990 y 2000
Durante los 90 el Jefe de la dependencia fue Hugo Anzorreguy, desde el 1 de febrero de 1990, quién terminó siendo acusado en el juicio por presunto encubrimiento al atentado a la mutual judía de Buenos Aires.
En diciembre de 1999 fue designado como jefe de la SIDE, Fernando de Santibañes por su amigo íntimo y vecino, el presidente Fernando de la Rúa. Sus primeros días en el cargo se vieron sacudidos por el suicidio de María Teresa Toledo, una empleada de la división de Arquitectura de la SIDE que saltó desde una ventana del décimo piso de la sede del organismo. Los mayores descontentos sucedieron cuando Santibañes despidió a 1200 empleados, reduciendo drásticamente la capacidad operativa de la secretaría.
En dicho cargo afrontó una causa judicial cuando fue denunciado por el exfiscal Luis Moreno Ocampo ante la Oficina Anticorrupción, involucrando también al titular de la SIDE, Fernando de Santibañes, por "tráfico de influencias" en beneficio de directivos del Banco Galicia en una causa judicial. Según el fiscal Ocampo, el gobierno de De la Rúa, envió a un "emisario" en nombre de Gil Lavedra que "operara" en la causa a favor de Eduardo Escasany, presidente del Galicia. La Side también se vio involucrada en el gobierno de De La Rúa en el escándalo de coimas en el Senado cuando declaró como arrepentido exsecretario parlamentario de la Cámara alta Mario Pontaquarto, que ratificó que el Jefe de la SIDE el 18 de abril de 2000 lo acompañó hasta la bóveda de la SIDE y le facilitó el acceso a dos valijas y una caja cerrada en cinta adhesiva con cinco millones de pesos.

### Disolución
El lunes 26 de enero de 2015, la por entonces presidenta de la Nación, Cristina Fernández de Kirchner anunció por cadena nacional la disolución de la ex Side y el traspaso de las escuchas a la Procuradora General de la Nación. Envió un proyecto de ley al Congreso que se trató en sesión extraordinaria el 1 de febrero de 2015.
En ese mismo mes se aprobó el proyecto de ley enviado por la presidenta Cristina Fernández para disolver el organismo y crear, en su lugar, la Agencia Federal de Inteligencia. Ésta fue creada por la Ley 27.126 que modifica la Ley de Inteligencia Nacional entrando en vigencia 120 días después de promulgada la Ley. La AFI absorbió a los funcionarios de la disuelta Secretaría de Inteligencia, debiendo éstos realizar declaraciones juradas sin distinción de grados.

## Organización

### Objetivos
- Generales:
  - Planear, coordinar, ejecutar y supervisar las actividades de inteligencia de acuerdo con la Política de Inteligencia Nacional y con los Lineamientos Estratégicos y Objetivos Generales, fijados por el señor presidente de la Nación, conforme lo establece la Ley n.º 25.520 de Inteligencia Nacional.
  - Profundizar las relaciones funcionales del Sistema de Inteligencia Nacional, respetando la Constitución Nacional y conforme a las normas legales y reglamentarias vigentes.
  - Ejecutar, a través de la Dirección de Observaciones Judiciales, las intercepciones autorizadas u ordenadas por los representantes del Poder Judicial.
  - Elaborar los planes de capacitación para el personal de la Secretaría de Inteligencia y de «capacitación superior en inteligencia nacional» para el personal de los restantes organismos del Sistema de Inteligencia Nacional.

- Específicos:
  - Proteger el bienestar general de la sociedad, priorizando el resguardo de los derechos individuales y colectivos en un marco de legalidad, integridad y objetividad.
  - Identificar e interpretar, anticipada y coherentemente, las amenazas contra el territorio nacional y la seguridad individual y colectiva humana, en función de los intereses vitales de la Nación.
  - Asesorar a las distintas áreas del Gobierno nacional sobre las capacidades y vulnerabilidades de los diferentes actores ―tanto en el ámbito nacional como internacional― que puedan obstaculizar la consecución de los objetivos nacionales, colaborando así en el proceso de toma de decisiones.
  - Identificar hechos y procesos que puedan ser aprovechados como «oportunidades» en función de los intereses nacionales.
  - Promover y afianzar las relaciones con el mayor número posible de agencias o servicios de inteligencia extranjeros, a fin de crear canales fluidos de intercambio informativo y de inteligencia.

### Temas de interés
- Terrorismo Internacional.
- Fundamentalismo religioso.
- Crimen organizado (mafias, narcotráfico, tráfico de armas, falsificación de documentos, etc.).
- Atentado a la embajada de Israel en Buenos Aires.
- Atentado a la AMIA (Asociación Mutual Israelí Argentina).
- Evolución de los procesos de integración (TLCAN, Mercosur, ALCA, APEC, UE, etc.) y análisis sobre las negociaciones internacionales sobre libre comercio que puedan afectar a la economía.
- Proliferación de armas de destrucción masiva (nucleares, químicas, biológicas, misilísticas).
- Problemas ecológicos que constituyan un riesgo para la seguridad nacional.
- Procesos migratorios ilegales
- Desarrollo de comunidades indígenas.
- Nuevos avances en el campo científico-tecnológico.
- Situación en el Atlántico Sur, especialmente en la Antártida Argentina y las islas Malvinas.
- Evolución de las políticas de defensa y seguridad.
- Análisis de la situación política actual en los países latinoamericanos y europeos con el propósito de identificar inestabilidad, conflictos y problemas que puedan causar una repercusión directa o indirecta a los intereses nacionales.

### Estructura
La Secretaría de Inteligencia está compuesta por tres subsecretarías: Interior, Exterior y Apoyo (con competencia técnico-administrativa).
- Subsecretaría de Inteligencia Interior (8): se encarga de obtener y procesar la información procedente del ámbito interno y desarrollar actividades de contrainteligencia; para ello dispone de las siguientes Direcciones:
  - Dirección de Inteligencia Interior, responsable de la producción y difusión de inteligencia correspondiente al ámbito interno. Para el cumplimiento de su misión está subdividida en Departamentos que atienden en forma específica los factores político, económico y social.
  - Dirección de Reunión Interior (actualmente a cargo de Fernando Gonzalo Pocino)[cita requerida] responsable de la búsqueda y obtención de información sobre el quehacer nacional, para lo cual cuenta con áreas técnico-operacionales y administrativas.
  - Dirección de Contrainteligencia (85), responsable de las actividades de contrainteligencia y contraespionaje, contando con áreas de inteligencia y técnico-operacionales que atienden al cumplimiento de su misión específica.
  - Dirección de Observaciones Judiciales (84): encargada de efectuar los controles telefónicos ordenados por el Poder Judicial.
  - Dirección de Comunicación Social: responsable de la reunión de información pública (procedente de los medios de comunicación social).

- Subsecretaría de Inteligencia Exterior (3): se encarga de la obtención de información y producción de inteligencia en el ámbito externo, para lo cual dispone de las siguientes Direcciones:
  - Dirección de Inteligencia Exterior: responsable de la producción de información e inteligencia de Estado en el ámbito externo, para lo cual cuenta con áreas específicas que analizan por país el marco continental y mundial y temáticamente:
    - Los procesos políticos, económicos y sociales internacionales
    - El terrorismo internacional y el crimen organizado (34).
    - Los procesos de proliferación de armas de destrucción masiva.

  - Dirección de Reunión Exterior: responsable de la obtención de información sobre hechos o procesos inherentes al ámbito externo para lo cual cuenta con áreas cuyas misiones específicas son ―de carácter estrictamente técnicas― y operacionales. Se encarga del contacto con los Servicios Extranjeros.

- Subsecretaría de Apoyo: encargada del personal, el apoyo logístico, las comunicaciones y la informática del organismo para lo cual cuenta con áreas dependientes que atienden específicamente cada uno de dichos ámbitos.

### Personal
La Secretaría de Inteligencia tiene un número incierto de empleados, ya que oficialmente declara sólo dos (el Secretario y Subsecretario de inteligencia), y el resto debe trabajar en secreto amparados por las varias leyes de inteligencia. Aproximadamente de 2000 a 2200 empleados y agentes de inteligencia trabajan en la secretaría, en el país y en el exterior.
Un 80 % de los empleados trabajan en la Subsecretaría Interior, y el resto en las Subsecretarías de Exterior y Apoyo. Según la posición del agente, se le pagaba entre 4000 y 7000 pesos,[cita requerida] mientras los directores de inteligencia alcanzaban los 30 000 pesos.[cita requerida]
Una parte considerable de esta remuneración es «en negro».[cita requerida]
Delegados en el exterior son incorporados en el marco del Ministerio de Relaciones Exteriores y Culto, pero reciben salarios mensuales de la secretaría.[cita requerida] Su trabajo consiste principalmente en producir reportes y análisis sobre los eventos y problemas contemporáneos del país al que estén asignados, además de estrechar los vínculos con sus servicios de inteligencia.

### Reclutamiento histórico
El personal reclutado para formar parte de la Secretaría de Inteligencia usualmente formaba parte del núcleo familiar o de amistades de alguno de los agentes, por cuestiones de contrainteligencia y simple confianza en aquellos con los que se tiene trato. En algunos casos también suele reclutarse personal específico ―traductores de algún idioma particular― o profesionales en algún área determinada, en contadas ocasiones, sobre todo durante la dictadura, también se sumó a estudiantes universitarios.
Los expertos en reclutamiento enfatizaban su atención a cuatro puntos esenciales sobre la personalidad de un candidato:
- Lenguaje y expresividad.
- Discreción en la vestimenta.
- Pulcritud en su forma de vida.
- Posesión de vivencias individuales capaces de forjar la personalidad del candidato.

Todas estas aptitudes idóneas para formar parte de la secretaría fueron diluyéndose o relativizándose con el paso de los años, tomando mayor peso los contactos políticos o la afinidad al Gobierno de turno del aspirante. Lo que finalmente ocasionó una irrecuperable pérdida de personal calificado en cada una de las áreas.
Cuando el estudiante aceptaba la invitación a unirse a la Secretaría de Inteligencia, era enviado a la Escuela Nacional de Inteligencia. Vale notar que no todos los espías son reclutados de las universidades, es común que agentes experimentados recomienden personas aptas para el mundo de la inteligencia que hayan conocido.
Los espías reclutados eran clasificados como «confidentes», recibían una salario mensual mientras sus habilidades para el espionaje se probaban. Una vez que un confidente mostrara que era de confianza, eran ascendidos a «colaboradores contratados». En esos casos, los agentes eran sujetos a varios controles, como por ejemplo una vigilancia «ambiental» sobre su vida personal y relaciones sociales hecha por la Dirección de Contrainteligencia.
Si el recluta era aprobado por sus superiores, firmaban un contrato de trabajo temporario renovable anualmente, el cual podía durar varios años. En la carrera del «confidente», la tercera etapa era denominada «personal temporal» (PT), cuando llegaban a esa etapa se les permitía asistir a cursos técnicos y específicos en la Escuela Nacional de Inteligencia. Finalmente, después de años de estar asignados como personal temporal, los nuevos agentes eran clasificados como «personal civil de inteligencia» (PCI). Vale aclarar que no hay un periodo específico de tiempo entre los escalones de «confidente» y «personal civil de inteligencia», habiendo casos de gente a la que le llevó 15 años el ser integrados completamente.
Actualmente, la Secretaría de Inteligencia, por varias razones, es una «familia cerrada», a la cual casi ninguno entra sin alguna recomendación de alguien de dentro del organismo. Los agentes de inteligencia utilizan una identidad falsa para llevar su trabajo y así se encuentran identificados a nivel administrativo. Ante un requerimiento por parte de personas ajenas al organismo, los agentes pueden señalar que trabajan en Presidencia de la Nación o alguna otra área gubernamental, pero no pueden admitir ser funcionarios de la SIDE.
Una de las formas más habituales de la obtención de información es mediante el seguimiento de la persona en forma física, la interceptación de sus comunicaciones en sus teléfonos particulares, laborales y celulares, así como el hackeo de sus cuentas de Internet (Facebook, Twitter, correo electrónico, etc.). Esto último ha hecho perder prestigio a la Secretaría de Inteligencia por sus procederes rayanos en la ilegalidad. Además el uso de piratas informáticos ha permitido el trabajo de la contrainteligencia, perdiendo la agencia información vital.
En una entrevista a Gerardo Strada Sáenz, exdirector de la Escuela Nacional de Inteligencia (ENI), este expresó que «no hay ninguna forma de buscar trabajo [como espía], porque esta sería la mejor manera de que se te infiltre alguien de algún servicio de inteligencia externa» y que la forma en la cual se recluta a nuevo personal es mediante la recomendación de alguien que ya pertenece a los servicios.
También son valorados los estudios universitarios y la discreción.
Una vez reclutado se deberá aprobar un curso de ingreso en la Escuela Nacional de Inteligencia, que tiene una duración de tres meses.

## Secretarios de Inteligencia
| N.º                                                | Secretario                                         | Periodo                                            |
| Se crea la Coordinación de Informaciones de Estado | Se crea la Coordinación de Informaciones de Estado | Se crea la Coordinación de Informaciones de Estado |
| -------------------------------------------------- | -------------------------------------------------- | -------------------------------------------------- |
| 1                                                  | Rodolfo Freude                                     | 4 de junio de 1946-21 de agosto de 1955            |
| 2                                                  | Juan Constantino Quaranta                          | 21 de septiembre de 1955-1 de mayo de 1958         |
| Se crea la Secretaría de Informaciones del Estado  |                                                    |                                                    |
| 3                                                  | Juan Carlos Varela                                 | 1 de mayo de 1958-29 de marzo de 1962              |
| 4                                                  | Ernesto Taquini                                    | 29 de marzo de 1962-12 de octubre de 1963          |
| 5                                                  | Medardo Gallardo Valdez                            | 12 de octubre de 1963-28 de junio de 1966          |
| 6                                                  | Roberto Marcelo Levingston                         | 28 de junio de 1966-11 de noviembre de 1968        |
| 7                                                  | Eduardo Argentino Señorans                         | 11 de noviembre de 1968-22 de marzo de 1971        |
| 8                                                  | Carlos Alberto Martínez                            | 22 de marzo de 1971-25 de mayo de 1973             |
| 9                                                  | Augusto Morello                                    | 25 de mayo de 1973-20 de enero de 1974             |
| 10                                                 | Jorge Oscar Montiel                                | 20 de enero de 1974-24 de marzo de 1976            |
| Se crea la Secretaría de Inteligencia del Estado   |                                                    |                                                    |
| 11                                                 | Otto Carlos Paladino                               | 24 de marzo-9 de diciembre de 1976                 |
| 12                                                 | Carlos Enrique Laidlaw                             | 9 de diciembre de 1976-18 de enero de 1978         |
| 13                                                 | Carlos Alberto Martínez                            | 18 de enero de 1978-10 de diciembre de 1983        |
| 14                                                 | Roberto Manuel Pena                                | 10 de diciembre de 1983-1 de enero de 1986         |
| 15                                                 | Facundo Roberto Suárez                             | 1 de enero de 1986-8 de julio de 1989              |
| 16                                                 | Juan Bautista Yofre                                | 8 de julio de 1989-30 de enero de 1990             |
| 17                                                 | Hugo Anzorreguy                                    | 30 de enero de 1990-10 de diciembre de 1999        |
| 18                                                 | Fernando de Santibañes                             | 10 de diciembre de 1999-23 de octubre de 2000      |
| 19                                                 | Carlos Becerra                                     | 23 de octubre de 2000-20 de diciembre de 2001      |
| Se crea la Secretaría de Inteligencia              |                                                    |                                                    |
| 20                                                 | Carlos Sergnese                                    | 20 de diciembre de 2001-2 de enero de 2002         |
| 21                                                 | Carlos Ernesto Soria                               | 2 de enero de 2002-10 de julio de 2002             |
| 22                                                 | Miguel Ángel Toma                                  | 10 de julio de 2002-25 de mayo de 2003             |
| 23                                                 | Sergio Acevedo                                     | 25 de mayo de 2003-10 de diciembre de 2003         |
| 24                                                 | Héctor Icazuriaga                                  | 10 de diciembre de 2003-16 de diciembre de 2014    |
| 25                                                 | Oscar Parrilli                                     | 16 de diciembre de 2014-5 de marzo de 2015         |
| Se crea la Agencia Federal de Inteligencia         |                                                    |                                                    |